# Wild Thoughts

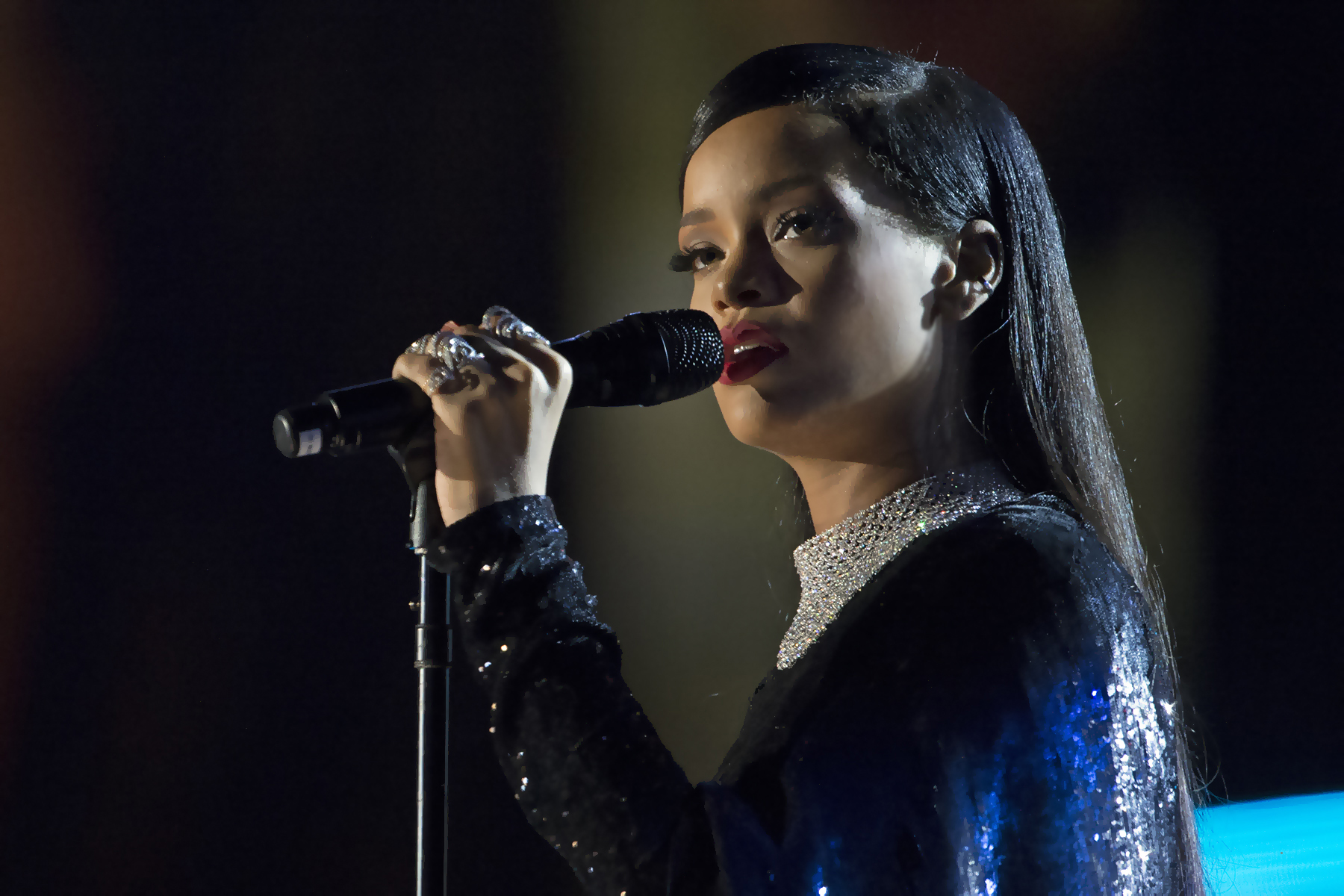
Рианна сыграла по мнению критиков главную роль в этой песне.

«Wild Thoughts» (с англ. — «Дикие мысли») — песня американского продюсера и исполнителя Халида при участии барбадосской певицы Рианны и американского рэпера Брайсона Тиллера. Песня была выпущена 16 июня 2017 года лейблами We the Best и Epic в качестве 4-го сингла в поддержку предстоящего 10-го альбома Халида Grateful (2017). Композиция была написана Халидом, Рианной, Тиллером и канадским певцом PartyNextDoor. Сингл достиг первого места в хит-параде Великобритании, а видеоклип номинирован на MTV Video Music Awards в трёх категориях: Лучшее видео года, Лучшее совместное видео и Лучшая работа художника-постановщика.

## История
9 июня 2017 года Халид сообщил трек-лист своего предстоящего нового альбома, который также включал и песню «Wild Thoughts». Обложку сингла, на котором изображён Асад (Asahd, сын Халида), загрузили 15 июня 2017 года через аккаунт Рианны в Инстаграме. Сингл «Wild Thoughts» был издан 16 июня 2017 года в качестве четвёртого сингла с альбома. Выход самого десятого студийного альбмоа Халида Grateful намечен на 23 июня 2017 года.

## Реакция критиков
Песня получила положительные отзывы музыкальных критиков и интернет-изданий, например, таких как, XXL («Если всё пойдёт по плану, то это следующий шаг после „I’m the One“ и достигнет платинового статуса в ближайшем будущем.»), Vogue, Time Magazine, Uproxx, Esquire, Billboard, Rolling Stone.
В песне использованы сэмплы из хита 1999 года Maria Maria певца Карлоса Сантаны, который высоко оценил этот вклад.

## Музыкальное видео
Видеоклип для "Wild Thoughts" поставил режиссёр Colin Tilley, съёмки проходили на Little Haiti в окрестностях Майами (Флорида, США) в июне 2017 года. Первые фотографии были опубликованы 6 июня 2017 года. Премьера состоялась 16 июня через аккаунт Халида на канале в Vevo.

## Чарты
| Чарт (2017)                           | Высшая позиция |
| ------------------------------------- | -------------- |
| Австралия (ARIA)                      | 2              |
| Australian Urban (ARIA)               | 1              |
| Австрия (Ö3 Austria Top 40)           | 9              |
| Бельгия/Фландрия (Ultratop 50)        | 5              |
| Belgium Urban (Ultratop 50 Flanders)  | 1              |
| Бельгия/Валлония (Ultratop 50)        | 8              |
| Belgium Urban (Ultratop 50 Wallonia)  | 2              |
| Канада (Billboard Canadian Hot 100)   | 2              |
| Канада (Billboard CHR/Top 40)         | 17             |
| Канада (Billboard Hot AC)             | 38             |
| СНГ (TopHit)                          | 91             |
| Чехия (Rádio — Top 100)               | 26             |
| Чехия (Singles Digitál Top 100)       | 12             |
| Дания (Tracklisten)                   | 3              |
| Euro Digital Songs (Billboard)        | 2              |
| Финляндия (Suomen virallinen lista)   | 8              |
| Франция (SNEP)                        | 2              |
| Германия (GfK)                        | 4              |
| Greece Digital Songs (Billboard)      | 3              |
| Венгрия (Single Top 40)               | 8              |
| Венгрия (Stream Top 40)               | 7              |
| Ирландия (IRMA)                       | 3              |
| Израиль (Media Forest)                | 1              |
| Италия (FIMI)                         | 19             |
| Япония (Billboard Japan Hot 100)      | 90             |
| Latvia (Latvijas Top 40)              | 17             |
| Lebanon (Lebanese Top 20)             | 3              |
| Luxembourg Digital Songs (Billboard)  | 5              |
| Malaysia Streaming Songs (RIM)        | 17             |
| Mexico Ingles Airplay (Billboard)     | 1              |
| Нидерланды (Dutch Top 40)             | 6              |
| Нидерланды (Single Top 100)           | 5              |
| Новая Зеландия (Recorded Music NZ)    | 2              |
| Норвегия (VG-lista)                   | 5              |
| Philippines (Philippine Hot 100)      | 11             |
| Польша (Polish Airplay Top 100)       | 32             |
| Португалия (AFP)                      | 2              |
| Romania (Media Forest)                | 5              |
| Шотландия (OCC Scotland)              | 5              |
| Словакия (Rádio — Top 100)            | 35             |
| Словакия (Singles Digitál Top 100)    | 3              |
| Slovenia (SloTop50)                   | 17             |
| Испания (PROMUSICAE)                  | 10             |
| Швеция (Sverigetopplistan)            | 4              |
| Швейцария (Schweizer Hitparade)       | 3              |
| Turkey (Number One Top 40)            | 7              |
| Великобритания (OCC UK Singles)       | 1              |
| Великобритания (OCC UK Hip Hop/R&B)   | 1              |
| США (Billboard Hot 100)               | 2              |
| США (Billboard Adult Pop Airplay)     | 26             |
| США (Billboard Dance Club Songs)      | 1              |
| США (Billboard Hot R&B/Hip-Hop Songs) | 1              |
| США (Billboard Pop Airplay)           | 5              |
| США (Billboard Rhythmic)              | 1              |

## Сертификация
| Регион | Сертификация  | Продажи   |
| --- | ------------- | --------- |
| Австралия (ARIA) | Платиновый    | 70 000    |
| Бельгия (BEA) | Платиновый    | 20 000    |
| Канада (Music Canada) | 5× Платиновый | 400 000   |
| Франция (SNEP) | Бриллиантовый | 233 333   |
| Италия (FIMI) | 2× Платиновый | 100 000   |
| Новая Зеландия (RMNZ) | Платиновый    | 30 000    |
| Швеция (GLF) | 3× Платиновый | 120 000   |
| Великобритания (BPI) | 3× Платиновый | 1 800 000 |
| США (RIAA) | 6× Платиновый | 6 000 000 |
| * Данные о продажах приведены только на основе сертификации. · ^ Данные о тиражах приведены только на основе сертификации. · Данные о продажах + прослушиваниях приведены только на основе сертификации. |               |           |